# Skogshund
Skogshunden eller buskhunden (Speothos venaticus) är en sällsynt art i familjen hunddjur som lever i Central- och Sydamerika från Panama till Paraguay. Den är den enda arten i sitt släkte, Speothos.

## Kännetecken
Djuret har korta extremiteter, små runda öron och en kort svans. På så sätt liknar den mer ett mårddjur än ett hunddjur. Med en kroppslängd (huvud och bål) av 57,5 till 75 centimeter och en vikt av 5 till 8 kilogram är den jämförelsevis liten. Svansens längd ligger mellan 12,5 och 15 centimeter. Mellan tårna finns delvis simhud som gör det lättare för skogshunden att gå på våtmark. Pälsens färg är beroende på underart ljus- eller mörkbrun, ibland med röda eller svarta skuggor. Några individer har på strupen en ljusare eller vitaktig fläck. Ungdjurens päls är helt svart.

## Utbredning och habitat
Utbredningsområdet ligger främst i Sydamerikas norra del öster om Anderna. Det sträcker sig från Panama över Colombia, Venezuela, regionen Guyana och Brasilien till Paraguay. Arten är nästan i hela sitt utbredningsområde mycket sällsynt, bara i Guyana och Peru iakttas den oftare. Habitatet utgörs av skogar, savanner, skogskanter och galleriskog. Skogshunden är bunden till vattenansamlingar och förekommer alltid nära bäckar, floder eller insjöar. Däremot kan den trots namnet hittas flera kilometer från skogar.

## Levnadssätt
Skogshundar lever i flockar som består av upp till tolv individer, oftast 2 till 6. Flocken ledas av ett alfapar men alla medlemmar i gruppen jagar gemensamt. Under jakten drivs bytet ofta från en del av flocken mot den andra delen. Ibland utgör en flod jaktens mål där skogshundarna på grund av sin goda sim- och dykförmåga kan fälla bytet. Vanliga byten är agutier, pakor och vattensvin. En flock kan även fälla en tapir. Andra bytesdjur är bältdjur, navelsvin, spetshjortar, näsbjörnar, pungråttor, nanduer, stubbstjärthöns och flera olika små gnagare. Ibland ingår ödlor och mindre ormar i födan.
Skogshundens största fiender är människan, jaguaren och puman.
Skogshundar är aktiva på dagen eller gryningen och vilar på natten i bon som skapades av bältdjur eller pakor. Finns inga bon i området sover skogshundar under ett nedfällt träd eller överhängande bergsklippor.
Fortplantningssättet är föga känt. Antagligen föds ungarna i naturen under regntiden. Honor i fångenskap kan ha två kullar per år. Efter dräktigheten som varar i 65 till 70 dagar (genomsnitt 67) föder honan 1 till 6 ungdjur (genomsnitt 3,8). I undantagsfall består kullen av tio valpar. Ungarna väger vid födelsen 130 till 190 g och de diar sin mor 8 veckor till 5 månader. Könsmognaden infaller efter ungefär ett år. Livslängden i fångenskap går upp till 10 år.

## Systematik
För skogshunden är tre underarter listade:
- S. v. panamensis, lever i Panama, i norra Colombia och Venezuela.
- S. v. venaticus, är den underart som har störst utbredning. Den finns i centrala Brasilien, i Colombia, Venezuela, Peru, Bolivia och Paraguay samt i Guyana, Surinam och Franska Guyana.
- S. v. wingei, förekommer i Brasiliens sydöstra delstater som Paraná, Santa Catarina, Rio Grande do Sul samt i östra Paraguay och Misiones.

Underarten panamensis är mindre än de andra. Underarten venaticus har en mörkare pälsfärg.
Tidigare betraktades skogshunden på grund av likheter i tändernas uppbyggnad som en släkting till asiatisk vildhund och afrikansk vildhund och därför sammanfattades dessa arter förut i underfamiljen Simocyoninae. Idag är det känt att dessa kännetecken uppkom orsakad av konvergent evolution. Enligt nyare molekylärgenetisk forskningar utgör skogshunden systertaxon till manvargen.

## Skogshunden och människor
Arten jagas inte för köttets eller pälsens skull. Den dödas i flera regioner med hjälp av fällor av bönder som vill skydda sina höns. Skogshunden jagas ibland i sportsyfte. Tamhundar kan överföra sjukdomar eller parasiter till arten. Ett annat hot är habitatförändringar när det ursprungliga landskapet omvandlas till jordbruksmark eller trädodlingar. IUCN uppskattar att hela beståndet minskade med 25 procent under de gångna 12 åren (tre generationer, räknad från 2011) och listar skogshunden som nära hotad (near threatened).
Sällan hölls skogshunden av Sydamerikas ursprungsbefolkning liksom tamhundar som hus- eller sällskapsdjur. Att tämja arten beskrivs som svårt p.g.a. att den bara äter kött. Indianska personer med tamhundar har sånger där de önskar att hunden blir en lika framgångsrik jägare som skogshunden. 

## Bildgalleri

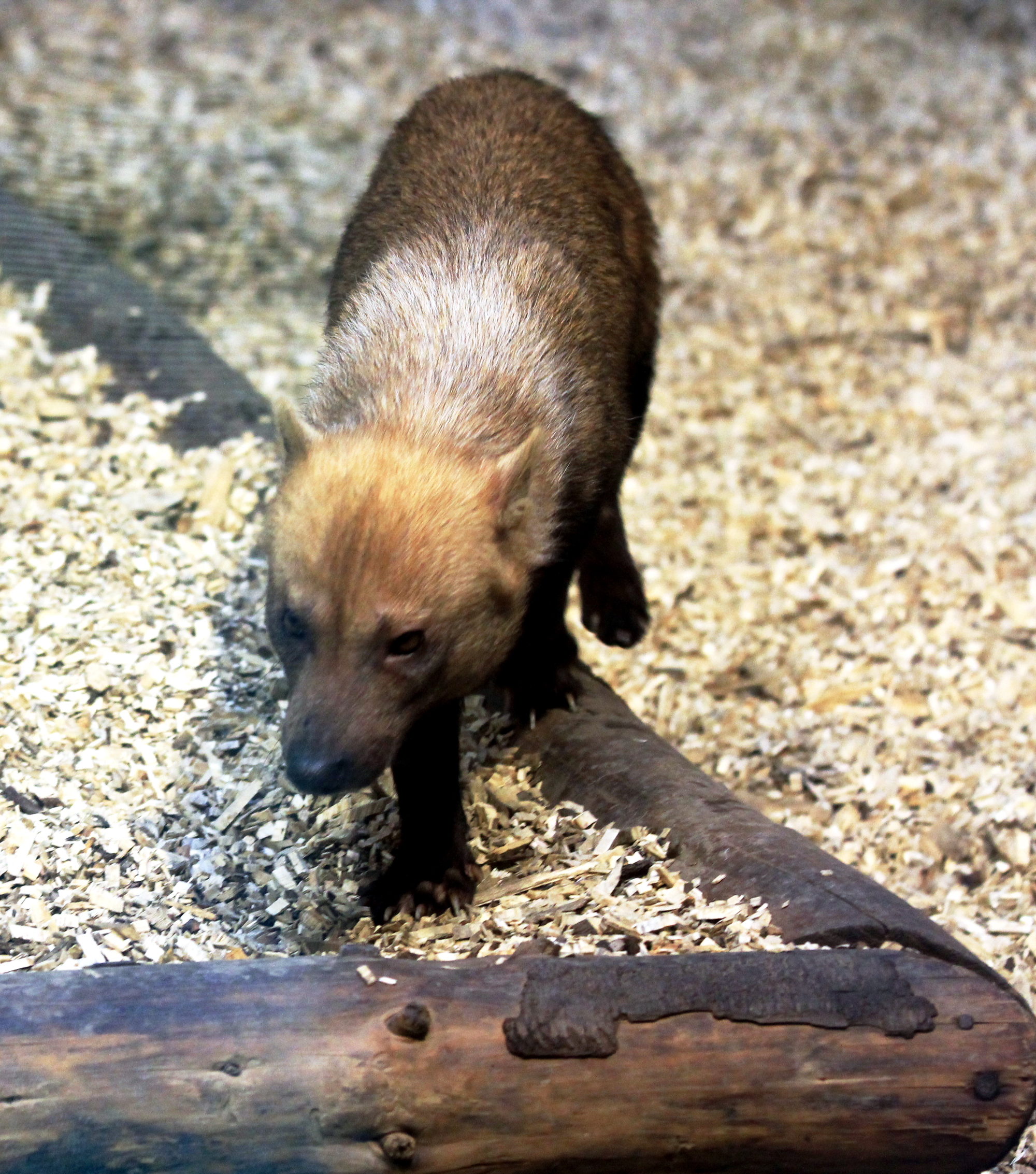
Skogshund på Prags zoo
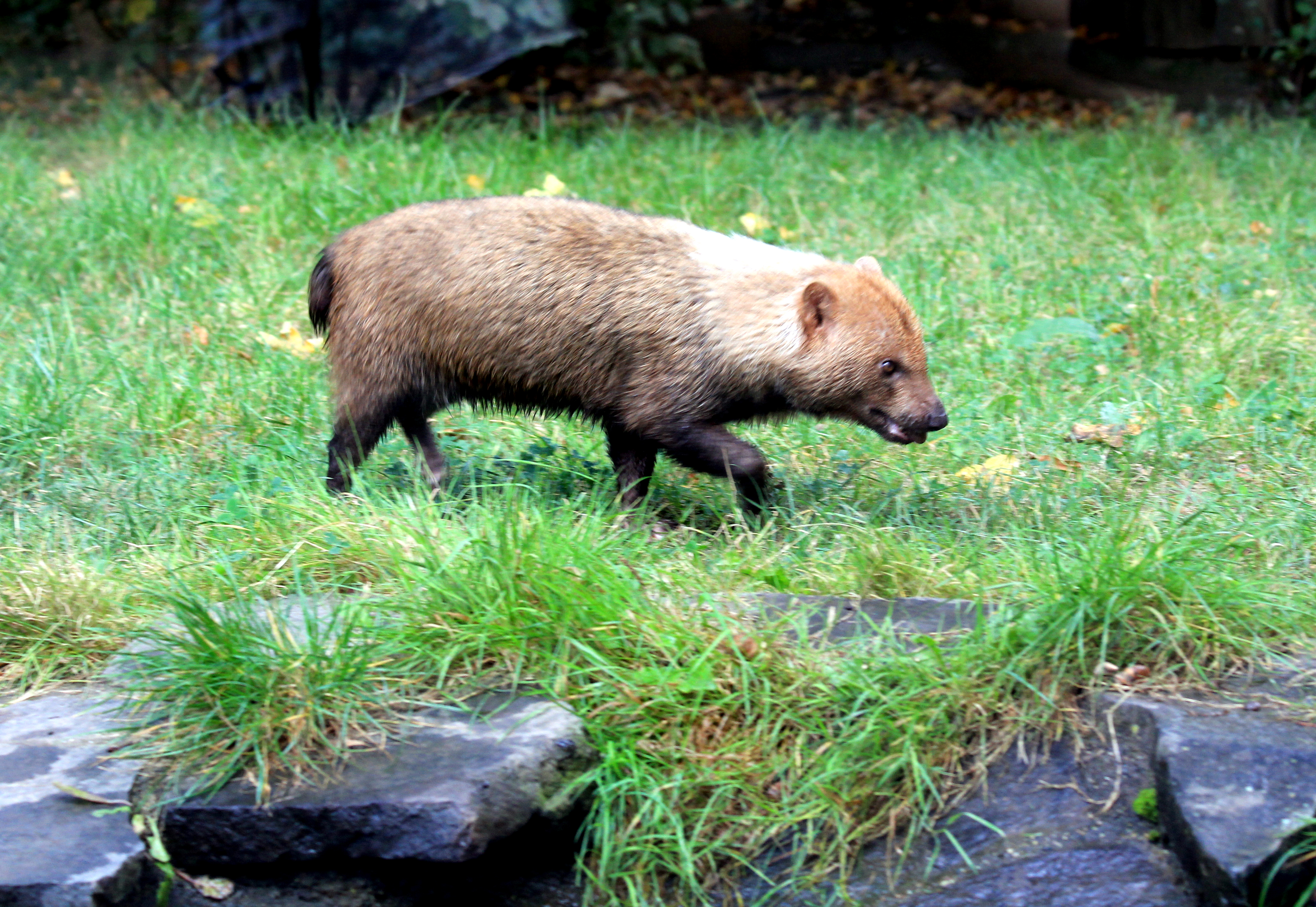
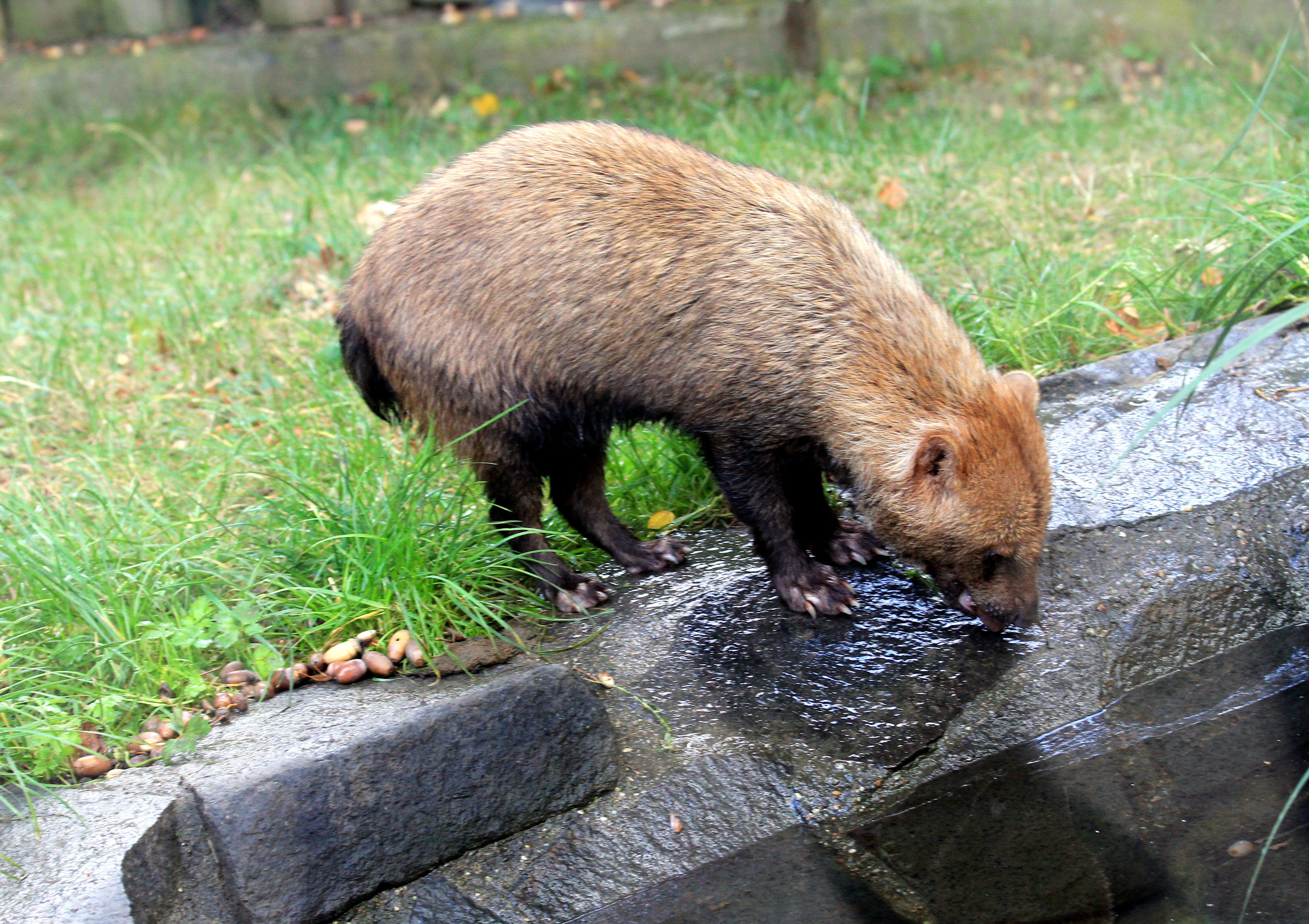
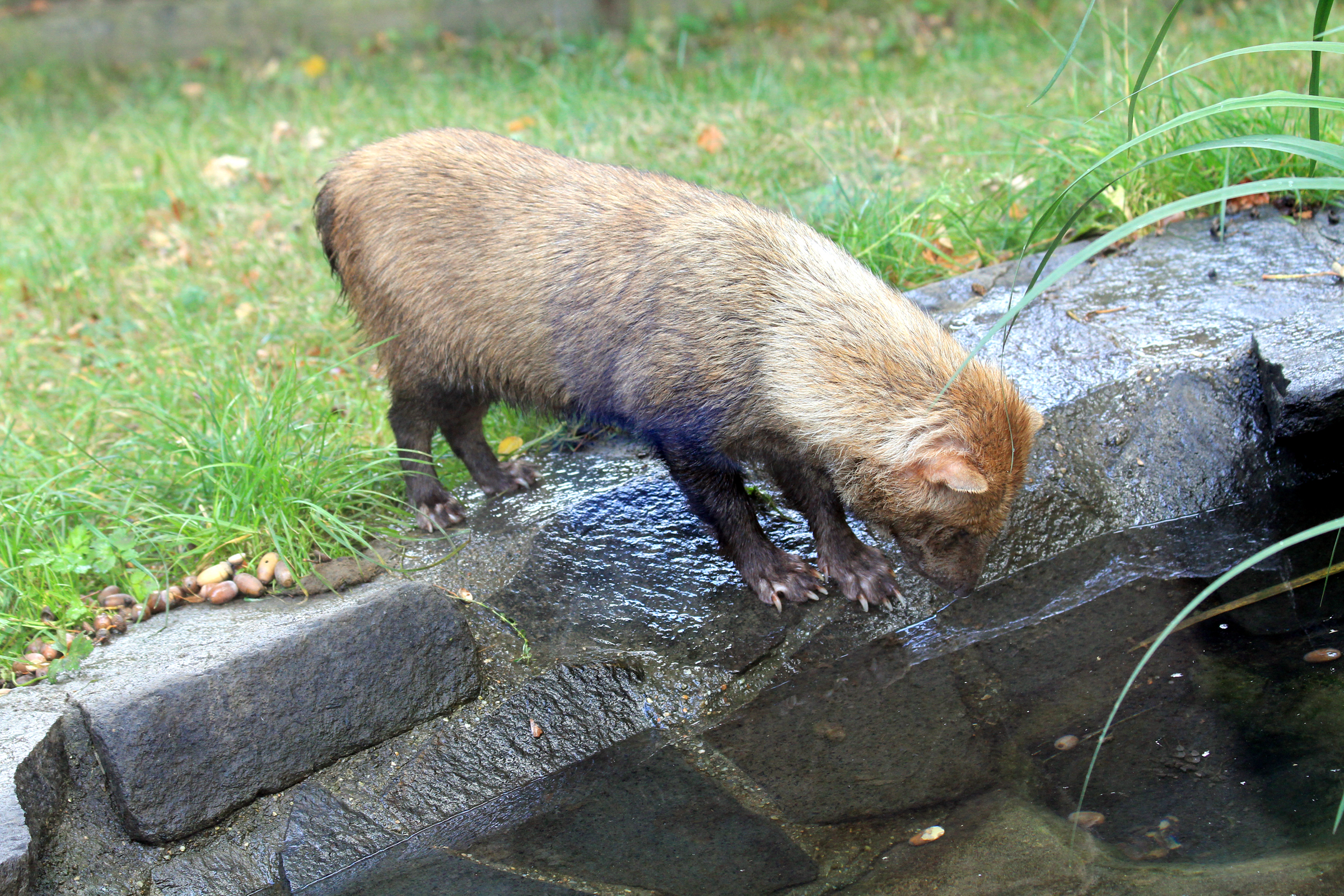
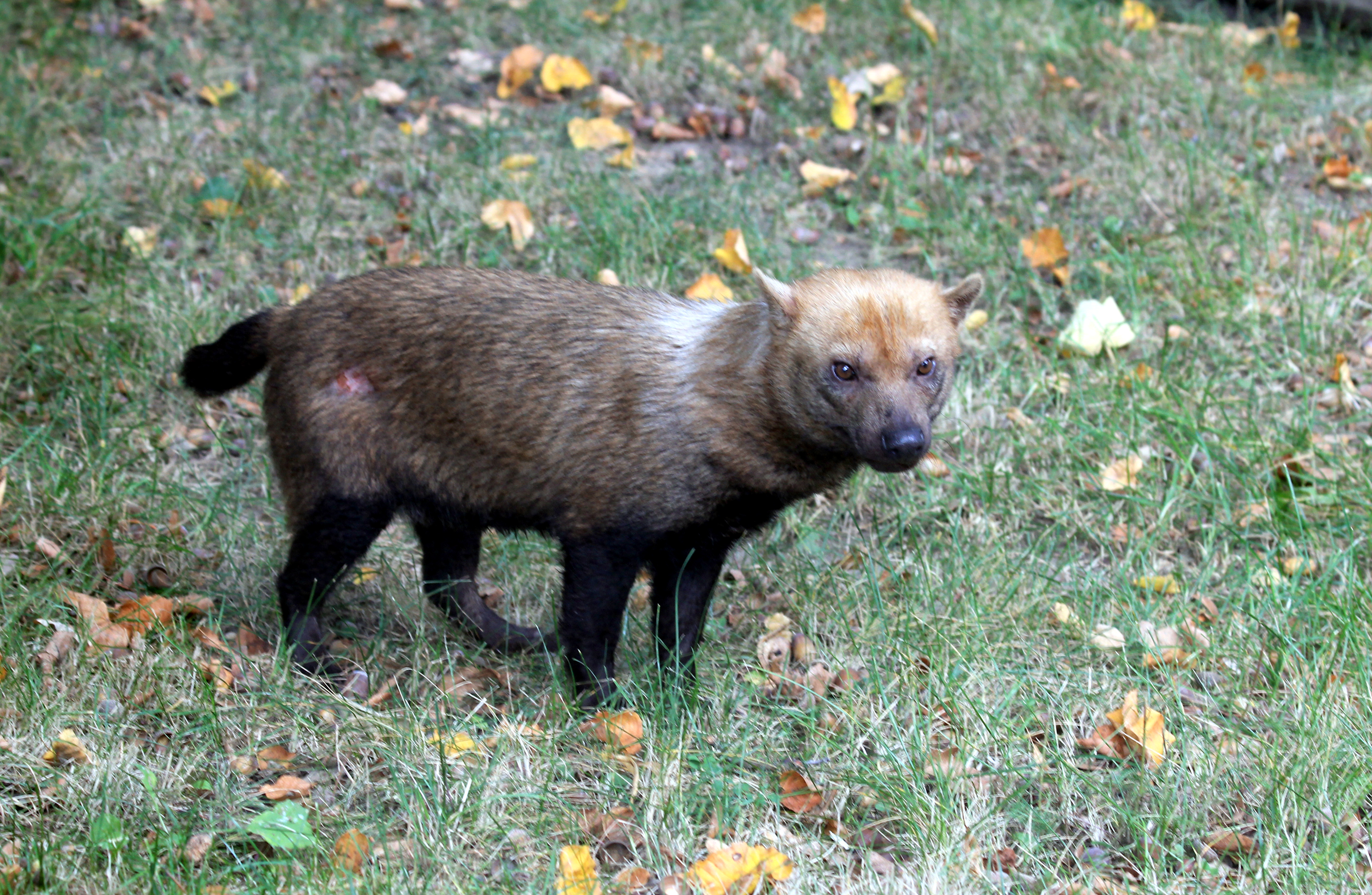